# Rewolucja kwietniowa (Korea Południowa)
Rewolucja kwietniowa (kor. 4.19 혁명) nazywana również Rewolucją 19 Kwietnia, była masowymi protestami w Korei Południowej przeciwko prezydentowi Syngmanowi Rhee i Pierwszej Republice w dniach 11–26 kwietnia 1960 r., które doprowadziły do rezygnacji prezydenta.
Za początek protestów uznaje się wystąpienia grup studenckich i robotniczych w porcie Masan na południowym wschodzie kraju. Protesty zostały wywołane odkryciem ciała miejscowego ucznia szkoły średniej zabitego przez policję podczas demonstracji przeciwko sfałszowanym wyborom w marcu. Do rozruchów doszło wskutek autorytarnych rządów Rhee, podczas których stosował przemoc wobec swoich przeciwników politycznych, jak i dopuszczał się korupcji. Odkrycie ciała w Masanie doprowadziło do rozlania się protestów po całym kraju.

## Historia
Syngman Rhee był pierwszym i jedynym prezydentem Pierwszej Republiki Korei Południowej. Nadzorował przejście władzy od Rządu Wojskowego Armii Stanów Zjednoczonych do rządu Korei Południowej. Dowodził także wojskiem podczas wojny koreańskiej. Wskutek współpracy ze Stanami Zjednoczonymi, poglądy Rhee przyjęły antykomunistyczny charakter. Tą przyczyną uzasadniał swoją działalność przeciwko opozycjonistom. Opinia publiczna nie była przychylna jemu, postrzegali Rhee jako skorumpowanego dyktatora próbującego za wszelką cenę umocnić swoją władzę. Stanął w obliczu rosnącego niezadowolenia wewnętrznego po zakończeniu wojny koreańskiej w 1953 r., ponieważ jego administracja ograniczyła rozwój gospodarczy i społeczny, jednocześnie podburzając opinię publiczną poprzez zmienię konstytucji, aby przedłużyć jego władzę.
Pięć lat później, w grudniu 1958 roku wprowadzono prawo o bezpieczeństwie narodowym, zaostrzające środki kontrolne państwa. Było ono odpowiedzią na coraz śmielsze oznaki niezadowolenia społecznego. Ustawa dawała rządowi szerokie nowe uprawnienia w zakresie ograniczania wolności prasy i uniemożliwiania członkom opozycji głosowania. Rok później jego władza uległa zachwianiu, kiedy to Stany Zjednoczone zmniejszyły pomoc gospodarczą z 382 893 000 dolarów do 222 204 000 dolarów.

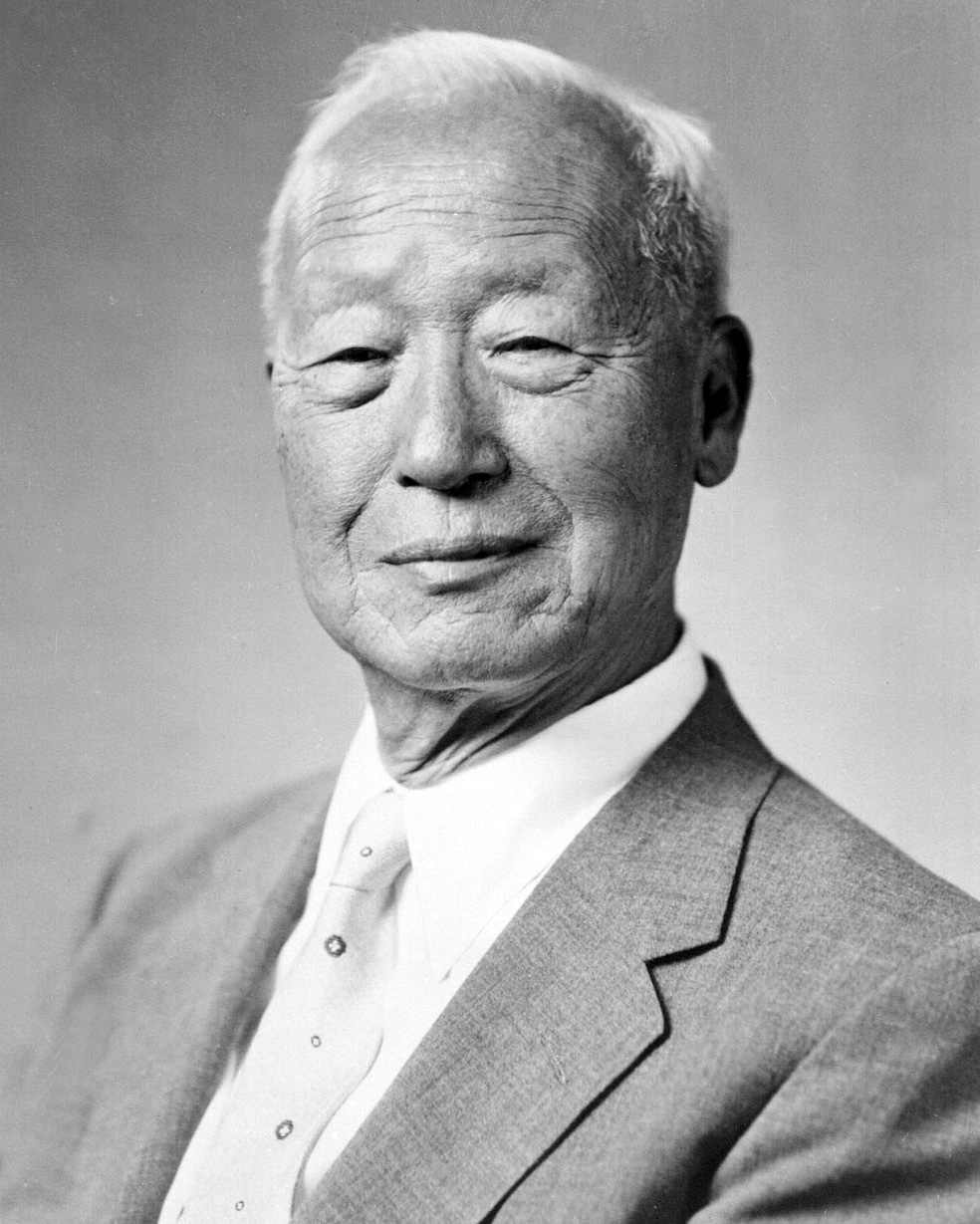
Syngman Rhee w 1948 roku

W marcu 1960 roku miały odbyć się wybory prezydenckie. Przeciwko Rhee wystąpiły dwie partie polityczne: Partia Postępu reprezentowana przez Cho Bong-ama oraz Partia Demokratyczna reprezentowana przez Cho Pyong-ok. Kilka miesięcy wcześniej Rhee próbował wyeliminować Cho ze świata politycznego. W styczniu 1958 roku pod zarzutem współpracy z Północą Cho został uniewinniony w pierwszym procesie, jednak wskutek presji rządu w czasie drugiego procesu uznano go winnym i wykonano na nim karę śmierci. Drugi z opozycjonistów wyjechał do Stanów z powodu operacji żołądka, jednak wkrótce również zmarł miesiąc przed wyborami.
Aby zapewnić sobie nieograniczoną władzę, Rhee ze wszystkich sił próbował przeforsować kandydaturę zaufanego człowieka, Lee Ki-poonga, na stanowisko wiceprezydenta. Rywalizując z kandydatem Partii Demokratycznej, Chang Myonowi, uzyskał przewagę 8 225 000 głosów, do 1 850 000. Dla społeczeństwa stało się jasne, że wybory były sfałszowane.

## Początek protestów
15 marca 1960 roku członkowie Partii Demokratycznej w południowym mieście Masan rozpoczęli protest przeciwko korupcji wyborczej. Rząd wystawił policję, której dał pozwolenie na strzały do protestujących. 11 kwietnia odkryto zwłoki studenta, który zaginął podczas zamieszek z 15 marca. Wielu mieszkańców odrzuciło oświadczenie rządu, który stwierdził, że przyczyną śmierci było utonięcie. Protestującym, którym udało dotrzeć do ciała studenta, odkryli ślady po granacie z gazem łzawiącym w czaszce wystrzelonym przez policję. Rząd próbował ocenzurować tą informacje, jednak ten incydent podburzył naród do granic wytrzymałości. Stał się podstawą narodowego ruchu przeciwko korupcji wyborczej 19 kwietnia. Dało to początek bezwzględnych protestów w Masan, w których dochodziło do gwałtownych starć z policją.
18 kwietnia fala protestów dotarła do Seulu. Studenci pokojowo wyszli na ulicę, żądając ponownych wyborów. Wskutek zaatakowania ich przez zwolenników Rhee opłacanych przez rząd, protesty szybko przycichły. Dzień później ponad 100 000 uczniów szkół średnich i studentów pomaszerowało do Błękitnego Domu, wzywając Rhee do rezygnacji. Policja otworzyła ogień, zabijając około 180 osób i raniąc tysiące. Rząd ogłosił stan wojenny w celu stłumienia demonstracji. W historii Korei, ten dzień został nazwany Krwawym Wtorkiem. 25 kwietnia do protestujących dołączyli profesorowie i nauczyciele przewyższając liczebnie żołnierzy i policję, którzy odmówili zaatakowania protestujących.
Wobec takiego układu zdarzeń Syngman Rhee 26 kwietnia podał się do dymisji, a wiceprezydenta oskarżono o korupcję. Niedługo później do dymisji podał się rząd. W posiadłości Rhee pierwszy syn Lee Ki-poonga, Lee Kang-seok, zastrzelił ojca i jego rodzinę, a następnie popełnił samobójstwo.

## Następstwa
Syngman Rhee został zesłany przez rząd amerykański na Hawaje 29 maja 1960 roku, nigdy nie powrócił już do Korei Południowej. Pierwsza Republika została zastąpiona Drugą. Yun Bo-seon został wybrany na prezydenta 13 sierpnia 1960 r. Komisja Śledcza Zgromadzenia Narodowego uznała zamieszki z 15 marca za celowe zabijanie protestujących. Później ujawniono podczas procesu karnego, że Park Jong-pyo, szef bezpieczeństwa publicznego, który nakazał strzelanie do protestujących, przywiązał kamienie do martwego ciała Kim Ju-yula i wyrzucił go na brzeg, by nieodkryto ciała. Został skazany na dożywocie. Rhee zmarł 19 lipca 1965 roku o godzinie 19:35 czasu koreańskiego w Honolulu. Żył 90 lat.